# Gouvernement Kalpokas II
Vohor II Kalpokas III
Le deuxième gouvernement Kalpokas est le conseil des ministres du Vanuatu de mars à octobre 1998. Donald Kalpokas avait précédemment été Premier ministre de Vanuatu pendant quelques mois en 1991.

## Historique

### Formation
Ce gouvernement est issu des élections législatives de 1998, qui produisent un parlement sans majorité. Le Vanua'aku Pati de Donald Kalpokas, arrivé en tête, forme un gouvernement de coalition avec le Parti national unifié de Walter Lini, arrivé troisième. Les deux partis sont très similaires, le second étant né en 1991 d'une scission avec le premier.

### Succession
En octobre 1998, le Premier ministre met fin à la coalition, accusant le Parti national unifié de ne pas respecter leur accord de coalition. Donald Kalpokas parvient à demeurer Premier ministre en forgeant une nouvelle coalition avec des députés dissidents de l'Union des partis modérés et avec les deux députés du mouvement John Frum, culte millénariste de l'île de Tanna ; c'est le gouvernement Kalpokas III.

## Composition
La composition du gouvernement est la suivante :
| Poste                                                              | Titulaire | Titulaire           | Parti |
| ------------------------------------------------------------------ | --------- | ------------------- | ----- |
| Premier ministre                                                   |           | Donald Kalpokas     | VP    |
| Vice-Premier ministre Ministre de l'Intérieur Ministre du Travail  |           | Walter Lini         | PNU   |
| Ministre des Finances                                              |           | Sela Molisa         | VP    |
| Ministre de l'Éducation, de la Jeunesse et des Sports              |           | Joe Natuman         | VP    |
| Ministre des Infrastructures et des Services publics               |           | Stanley Reginald    | PNU   |
| Ministre des Affaires foncières et des Mines                       |           | Silas Hakwa         | VP    |
| Ministre de l'Agriculture, de la Sylviculture et des Pêcheries     |           | John Morrison Willy | VP    |
| Ministre du Commerce extérieur et du Développement des entreprises |           | James Bule          | PNU   |
| Ministre de la Santé                                               |           | John Robert Alick   | PNU   |

Il y a par ailleurs quatre ministres adjoints. Daniel Bangtor (VP) est adjoint au Premier ministre et chargé des réformes économiques. Clement Leo (VP) est adjoint au Premier ministre et chargé des affaires étrangères. Willie Ollie Varasmaite (VP) est adjoint au ministre de l'Éducation. Et Steven Iatika (sans étiquette) est adjoint au ministre du Développement des entreprises.